# Tatos (jupan)

Formaţiuni politice româneşti în secolele IX - XIII

Tatos (Chalis) a fost un jupan în Dobrogea undeva între 1086 și 1091. Jupanatul său pare să fi fost în zona Silistrei. A fost unul din cei trei conducători dobrogeni pomeniți în Alexiada. 
Se poate ca Tatos să fi fost unul și celălalt cu răsculatul Tatrys, care este menționat în 1072. Este probabil ca Tatos să fi fost de origine cumană.